# Dichostemma
Dichostemma är ett släkte av törelväxter. Dichostemma ingår i familjen törelväxter.
Kladogram enligt Catalogue of Life:
| Dichostemma | \| \| Dichostemma glaucescens \| \| \| \| \| \| Dichostemma zenkeri \| \| \| \| |
|             | \| \| Dichostemma glaucescens \| \| \| \| \| \| Dichostemma zenkeri \| \| \| \| |
|             | Dichostemma glaucescens                                                         |
|             |                                                                                 |
|             | Dichostemma zenkeri                                                             |
|             |                                                                                 |